# János Juszkó
János Juszkó (Hungria, 9 de junho de 1939 - 2 de maio de 2018) foi um ex-ciclista húngaro que competiu no ciclismo nos Jogos Olímpicos de Verão de 1964, representando a Hungria.